# فریاد در شب
فریاد در شب فیلمی به کارگردانی کریم رجبی و نویسندگی مسعود عسگری ساخته سال ۱۳۸۲ است.

## بازیگران
- ایرج نوذری
- حدیث فولادوند
- لیلی تقوی
- نازنین کریمی
- محمود مقامی
- سهیل سخن‌پژوه
- مهتاج نجومی
- زهره حمیدی
- غلامرضا اصانلو
- سجادی
- علی صبوری
- سیدمحسن خرمدره
- محمد رضایی
- ناصر پژنگ
- مجید علم‌بیگی